# Швец, Марек
Марек Швец (чеш. Marek Švec, род. 17 февраля 1973) — чешский борец греко-римского стиля, призёр чемпионатов мира, Европы и Олимпийских игр.

## Биография
Родился в 1973 году в Гавличкув-Броде. В 1996 году принял участие в Олимпийских играх в Атланте, но стал там лишь 8-м. В 1998 году стал серебряным призёром чемпионата мира. В 2000 году принял участие в Олимпийских играх в Сиднее, но стал там лишь 18-м. В 2004 году стал бронзовым призёром чемпионата Европы. В 2006 году стал обладателем серебряной медали чемпионата мира и бронзовой медали чемпионата Европы. В 2007 году стал бронзовым призёром чемпионата мира. В 2008 году принял участие в Олимпийских играх в Пекине, но занял там лишь 5-е место. В 2009 году вновь стал бронзовым призёром чемпионата Европы.
В ноябре 2016 года, после перепроверки допинговых проб Олимпиады-2008, казахстанский борец Асет Мамбетов был уличён в применении допинга и лишён олимпийской медали. После пересчёта результатов Марек Швец в 2017 году был признан бронзовым призёром Олимпийских игр 2008 года. 14 августа 2017 года на торжественной церемонии в Гавличкув-Броде, Марек Швец был награждён бронзовой медалью.